# Hevel

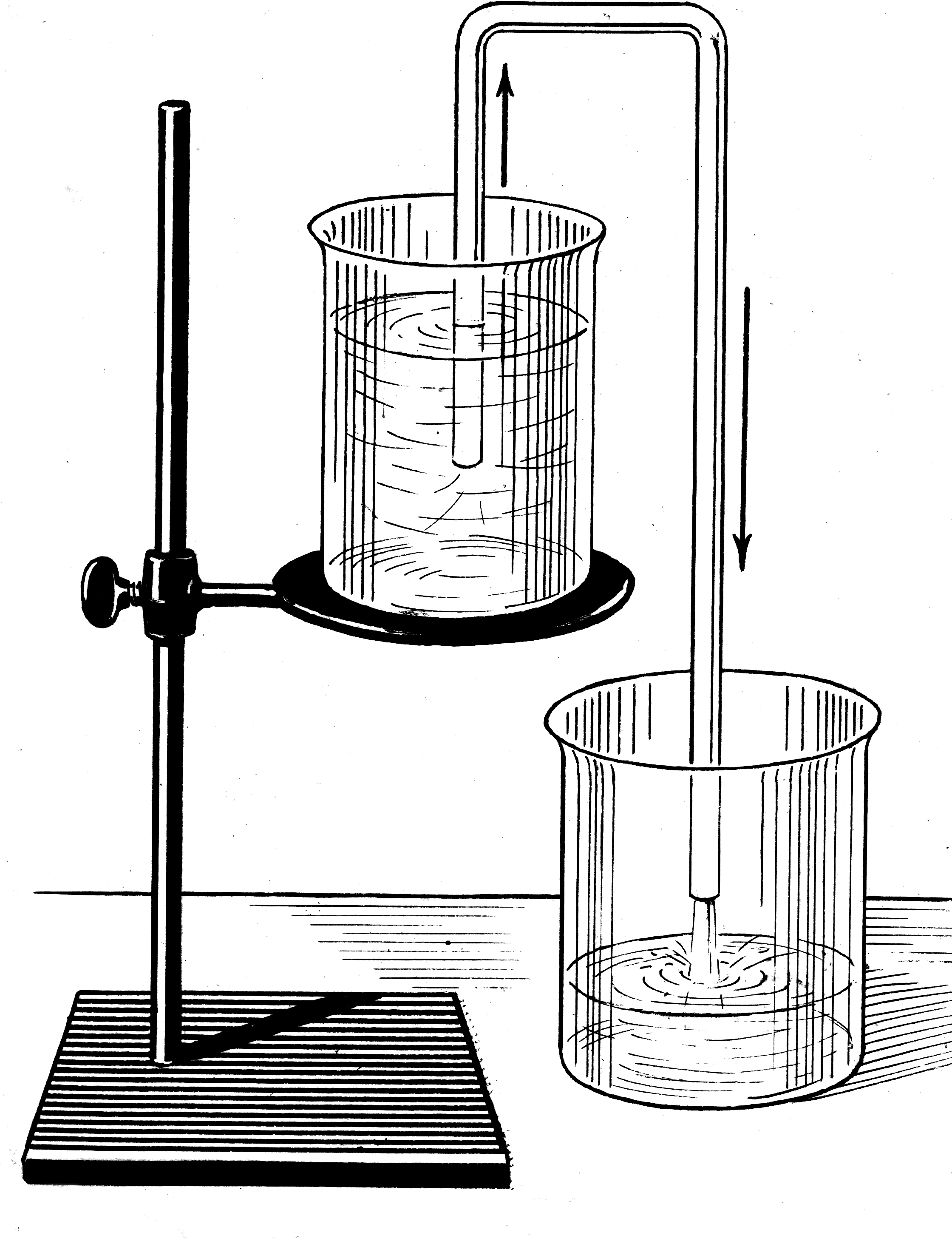
Schema van een hevel

Een hevel, of sifon, is een apparaat of een constructie om een vloeistof uit een vat te verwijderen over een hoger gelegen punt, zoals de rand van het vat, heen. Hiervoor wordt een slang of buis gebruikt waarvan de ingang ondergedompeld is in de te verwijderen vloeistof en de uitgang lager is gepositioneerd dan het vloeistofniveau in het vat. Zolang het vloeistofniveau in het doelvat niet hoger is dan het vloeistofniveau in het bronvat, zal de vloeistof blijven stromen.
De hevel moet eerst geactiveerd worden voordat deze gaat werken. Hiertoe wordt de te gebruiken slang eerst gevuld met de over te hevelen vloeistof. Dit kan door de luchtdruk aan het uiteinde van de slang weg te nemen (bijvoorbeeld door de lucht uit de slang te zuigen), door de slang tijdelijk in zijn geheel onder het vloeistofniveau in het vat te brengen, of door het vloeistofniveau in het vat tijdelijk te verhogen tot boven het hoogste punt van de hevel.
Tijdens de werking van de hevel stroomt de vloeistof zonder hulp van bewegende onderdelen het vat uit, als gevolg van het verschil in hydrostatische druk tussen ingang en uitgang.

## Voorbeelden
- Beker der rechtvaardigheid
- leegmaken van een kinderbadje met een tuinslang over de hoge zijkant van het badje
- legen van een waterbed door middel van een slang over de hoge zijkant van het bed
- overhevelen van benzine uit de tank van een auto
- Een zwanenhals bevat een deel dat werkt als een hevel. Onder in de zwanenhals zit een beetje water dat de afvoer afsluit. Wanneer er water vanuit de afvoer in komt, stroomt het laatste beetje water deels via de hevel weg.

## Natuurkundige principes

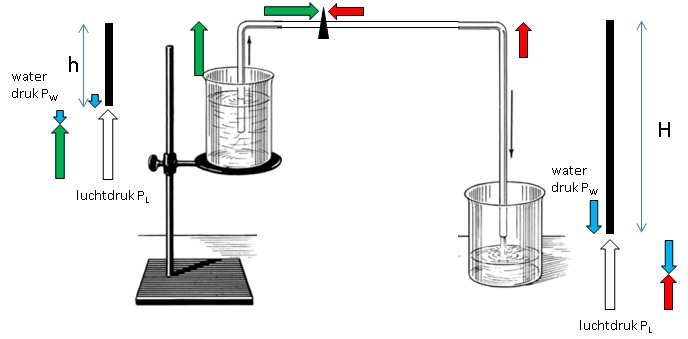
Sifon principes

De drijvende kracht achter de hevel is een drukverschil dat aanwezig is in de slang met vloeistof en de buitenlucht. Dit drukverschil ontstaat doordat de vloeistofdruk toeneemt met de diepte in het vat onder invloed van de zwaartekracht (zie hydrostatische druk).
{\displaystyle p=p_{0}-\varrho gh}
Hier is {\displaystyle p_{0}} gelijk aan de luchtdruk en {\displaystyle \varrho gh} gelijk aan de vloeistofdruk op hoogte {\displaystyle h} ten opzichte van het vloeistofoppervlak. {\displaystyle h} is negatief als deze lager ligt dan het vloeistofoppervlak - in het vat, en positief als deze hoger ligt dan het vat - in de hevel.
Ten opzichte van het hoogste punt van de hevel is de druk aan de ingangskant
{\displaystyle p=p_{0}-\varrho gh_{\text{in}}}
en aan de uitgangskant
{\displaystyle p=p_{0}-\varrho gh_{\text{uit}}}
Aangezien {\displaystyle h_{\text{in}}<h_{\text{uit}}} is de hydrostatische druk aan de ingangskant  groter dan aan de uitgangskant van de hevel. Als gevolg van dit drukverschil stroomt de vloeistof van ingang naar uitgang.
Uit bovenstaande bevinding zou geconcludeerd kunnen worden dat het niet uitmaakt hoe hoog de luchtdruk is. Toch zou een hevel zonder luchtdruk niet kunnen werken. De luchtdruk zorgt voor een kracht die de vloeistof omhoog de slang in duwt. Om dezelfde reden kan een hevel ook niet te hoog zijn. Wanneer de hevel te hoog is, kan de luchtdruk de vloeistof niet hoog genoeg de buis in duwen. De druk zou volgens de formule negatief worden en dat is onmogelijk. Zo kan een waterhevel nooit hoger zijn dan ongeveer 10 meter en een kwikhevel nooit hoger dan 76 centimeter.
Als het uiteinde van de slang zich bevindt in een ander vat met vloeistof, dan oefent de vloeistof in het andere vat ook een druk uit op de slang. In de praktijk betekent dit dat er alleen vloeistof stroomt wanneer het vloeistofniveau in het doelvat lager is dan het vloeistofniveau in het bronvat. Als de niveaus gelijk zijn, stopt de stroming. Wanneer het ontvangende vat omhoog bewogen wordt, is het mogelijk dat de vloeistof weer terug stroomt naar het oorspronkelijke vat.

## Voorwaarden
Zodra de hevel werkt, blijft deze werken zolang wordt voldaan aan onderstaande voorwaarden:
- De uitstroomkant (het uiteinde van de slang of het vloeistofniveau van het ontvangende vat) bevindt zich op een geringere hoogte dan het instroomuiteinde (het vloeistofniveau van het leverende vat).
- De luchtdruk in het ontvangende vat loopt niet op tijdens het hevelen of de luchtdruk in het leverende vat neemt niet af. In de praktijk: de vloeistof staat in beide vaten in contact met de buitenlucht.
- De hevel moet geheel met vloeistof gevuld zijn. Luchtbellen zorgen voor een storend effect in de werking van de hevel. Bij te veel lucht in de slang is het niet meer mogelijk te hevelen.
- Er mag geen lucht vanuit het uiteinde de hevel in kunnen stromen. Een hevel die te wijd is, kan de hevelfunctie verliezen als er lucht via het uiteinde van de slang bovenin kan komen.